# ISO 3166-2:NZ

Poloha Nového Zélandu

Kódy ISO 3166-2 pro Nový Zéland identifikují 16 regionů a 1 ostrovní správu (stav v listopadu 2015). První část (NZ) je mezinárodní kód pro Nový Zéland, druhá část sestává ze tří písmen identifikujících region.

## Seznam kódů
```
NZ-AUK Auckland (Auckland)
NZ-BOP Bay of Plenty (Whakatāne)
NZ-CAN Canterbury (Christchurch)
NZ-GIS Gisborne (Gisborne)
NZ-HKB Hawke's Bay (Napier, Hastings)
NZ-MBH Marlborough (Blenheim)
NZ-MWT Manawatu-Wanganui (Pelmerston North)
NZ-NSN Nelson (Nelson)
NZ-NTL Northland (Whangarei)
NZ-OTA Otago (Dunedin)
NZ-STL Southland (Invercargill)
NZ-TAS Tasman (Richmond)
NZ-TKI Taranaki (New Plymouth)
NZ-WGN Wellington (Wellington)
NZ-WKO Waikato (Hamilton)
NZ-WTC West Coast (Greymouth)
```

```
NZ-CIT 
Chatham Islands Territory
```